# Athyrium fauriei
Athyrium fauriei là một loài thực vật có mạch trong họ Woodsiaceae. Loài này được (H. Christ) Makino miêu tả khoa học đầu tiên năm 1903.